# Arne Argus
Arne Yngve Argus, född 21 december 1924 i Bodafors, död 7 november 2008 i Linköping, var en svensk tidningsman och idrottsledare. Han började sin 50-åriga tidningsbana som sportjournalist i Nässjö-Eksjö och avslutades med 14 år som VD för tidningen Östgöta Correspondenten i Linköping.
Åren 1964–1970 var han ordförande för Svenska Bandyförbundet, och 1967–1971 var han president för det internationella bandyförbundet. Han satt även 20 år i Riksidrottsstyrelsen och elva år i styrelsen för Sveriges Television.
Efter sin militärtjänstgöring hamnade han på Smålands-Tidningens huvudredaktion i Eksjö, där han blev kvar i 30 år i Eksjö och 33 år inom Herencokoncernen. Därefter var han VD för tidningen Östgöta Correspondenten i 14 års tid.
Han har också producerat böcker, och där dominerar bandyn, bland annat 100 Bandyfinaler (1998), Bandy i 100 år (2002) och Bandy-Jubel (2005). Han har också producerat jubileumsböcker som Nässjö IF 50 år (1949), Nässjö IF 100 år (1999), liksom Smålands Idrottsförbund 50 år (1952) och Smålands Idrottsförbund 100 år (2001). 
Arne Argus är begravd på Skogskyrkogården i Eksjö.